# Nils Jørgen Kaalstad
Nils Jørgen Kaalstad (* 23. Januar 1979 in Bærum, Norwegen) ist ein norwegischer Schauspieler und Musiker im Bereich Elektronische Musik, wo er unter dem Pseudonym Sideshow Jøgge auftritt.

## Leben
Kaalstad spielte bereits als 6-Jähriger am Theater in Bærum. Seit 2006 tritt er als Schauspieler in Film und Fernsehen in Erscheinung und wirkte an rund 40 Produktionen mit.
Ab 2009 war er Ensemblemitglied in Oslo am größten Sprechtheater Norwegens, dem Nationaltheatret.
Seit 2018 ist er mit der Schauspielerin Marian Saastad Ottesen verheiratet, mit der er auch Kinder hat.

## Filmografie (Auswahl)
- 2006: Sønner – Dunkle Geheimnisse (Sønner)
- 2008: Fatso – Und wovon träumst du? (Fatso)
- 2011: Headhunters (Hodejegerne)
- 2012–2014: Lilyhammer
- 2014: Samurai Sikkerhet
- 2014: Käpt’n Säbelzahn und der Schatz von Lama Rama (Kaptein Sabeltann og skatten i Lama Rama)
- 2015: Der Winterprinz – Miras magisches Abenteuer (Julekongen)
- 2015: Wendyeffekten
- 2016: Schneewelt – eine Weihnachtsgeschichte (Snøfall)
- seit 2016: Norsemen (Vikingane)
- 2018: Now It’s Dark
- 2019: Kommissar Wisting (Fernsehserie)
- 2019: Beforeigners (Fernsehserie)
- 2021: Drei Haselnüsse für Aschenbrödel (Tre nøtter til Askepott)

## Diskografie
- Olav Brekke Mathisen & Sideshow Jøgge: King Midas Neue Initiativ (Olav & Jøgges Disco Brutale remix) 7" Klubb7" Records - 2007
- Olav Brekke Mathisen & Sideshow Jøgge:  Snuten Entourage (Olav & Jøgges Modern mix) 12"  C+C Records - 2007
- Sideshow Jøgge: Gul Boss, på DJ Llorca – My Playlist (mix album), Wagram Records – 2006
- Olav Brekke Mathisen & Sideshow Jøgge: Alessandroni & Paul & Honesty - Welcome (Olav & Jøgge's Not Invited remix) 12" Crippled Dick/Hot Wax 2005
- Sideshow Jøgge: Gul Boss, på Prima Norsk 3 (mix album), Beatservice Records - 2005
- Sideshow Jøgge: Elektromotor, på Bent-Later (mix album), Seamless Recordings - 2005
- Sideshow Jøgge: Musikk uten stans, på Tompilation – Robotic Smut From Oslo & Omegn (mix album), NUNK Records – 2003
- Olav Brekke Mathisen & Sideshow Jøgge: N*A*O*M*B (Nugatti All Ova Me Butty) CD/LP, (album) Glasgow Underground/Discfunction – 2003
- Sideshow Jøgge: Elektromotor 12" Glasgow Underground/Discfunction – 2003